# Steinbrücke 6 (Quedlinburg)

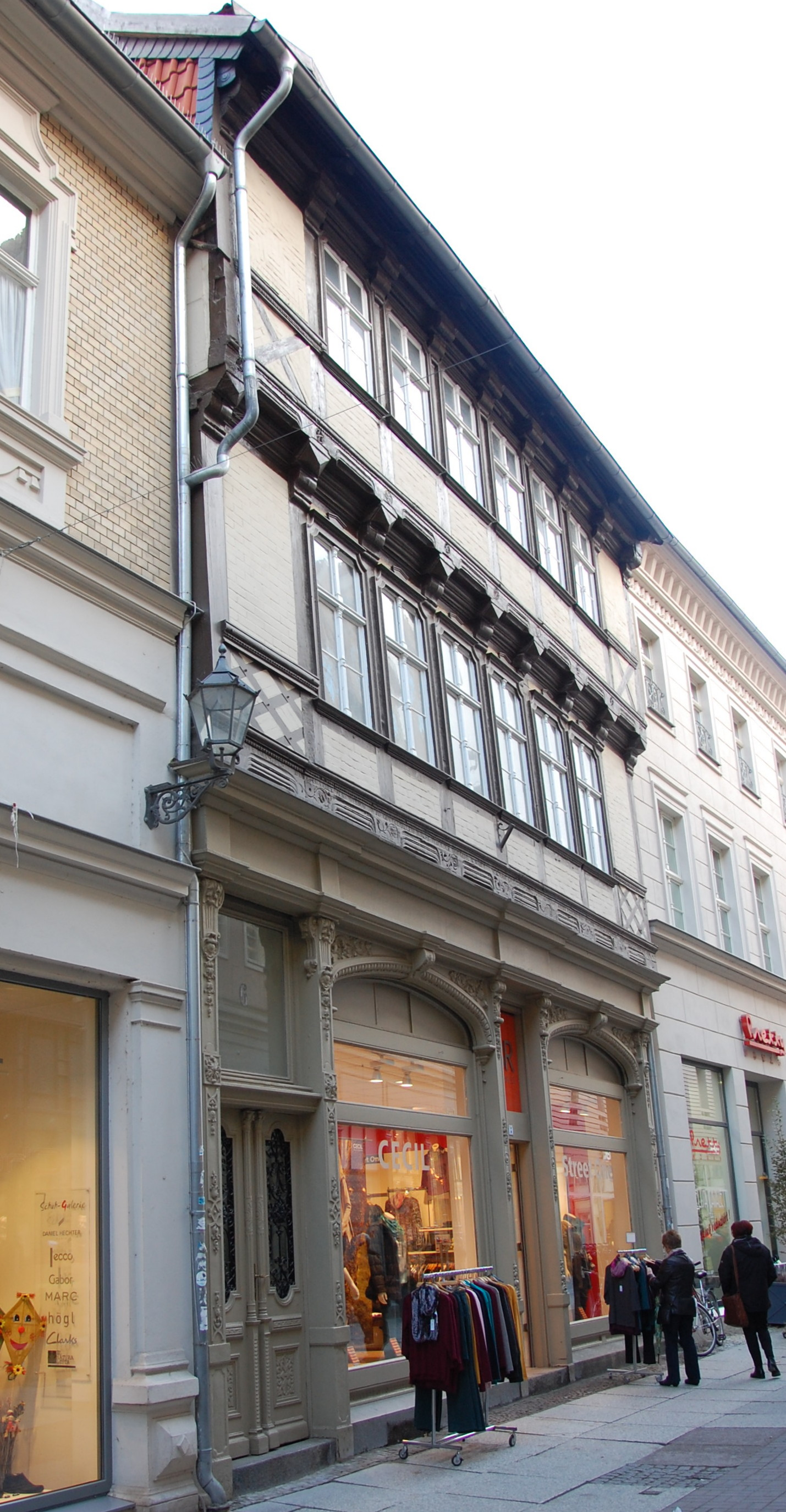
Haus Steinbrücke 6

Das Haus Steinbrücke 6 ist ein denkmalgeschütztes Gebäude in der Stadt Quedlinburg in Sachsen-Anhalt.

## Lage
Es befindet sich südlich des Quedlinburger Marktplatzes in der historischen Quedlinburger Altstadt und gehört zum UNESCO-Weltkulturerbe. Im Quedlinburger Denkmalverzeichnis ist es als Wohn- und Geschäftshaus eingetragen. Nördlich grenzt das gleichfalls denkmalgeschützte Haus Steinbrücke 4, 5, südlich das Haus Steinbrücke 7 an.

## Architektur und Geschichte
Das dreigeschossige Fachwerkhaus entstand in der Zeit um 1680. Die bauzeitlichen Verzierungen sind nur in den Feldern am Rand erhalten. Im Jahr 1899 wurde im Erdgeschoss ein Ladengeschäft eingefügt. In diesem Zusammenhang wurde auch die Fassade verändert und neue Fenster eingebaut. Die oberen Stockwerke kragen sowohl auf der Straßen- als auch der Hofseite leicht vor. Die hofseitige Fassade ist schlicht ausgeführt und verfügt über Fußwinkelhölzer.
Auf der Westseite des Hofs befindet sich ein dreigeschossiger Fachwerkbau aus dem 19. Jahrhundert, der heute Wohnzwecken dient. Der nördliche Flügel entstand um 1800 und verfügt im zweiten Obergeschoss über eine geschlossene Galerie.